# Valhalla Centre
Pour les articles homonymes, voir Valhalla (homonymie).
Valhalla Centre est un hameau (hamlet) du Comté de Grande Prairie No 1, situé dans la province canadienne d'Alberta.

## Démographie
En tant que localité désignée dans le recensement de 2011, Valhalla Centre a une population de 45 habitants dans 19 de ses 20 logements, soit une variation de -25.0% par rapport à la population de 2006. Avec une superficie de 1,337 4 km2, le hameau possède une densité de population de 33,647 4 hab/km2 en 2011.
Concernant le recensement de 2006, Valhalla Centre abritait 60 habitants dans 22 de ses 23 logements. Avec une superficie de 1,337 4 km2, le hameau possédait une densité de population de 44,9 hab/km2 en 2006.